# Le Roulier
Le Roulier é uma comuna francesa na região administrativa do Grande Leste, no departamento de Vosges. Estende-se por uma área de 5.67 km². Em 2010 a comuna tinha 203 habitantes (densidade: 35,8 hab./km²).